# ジュヌビエーブ・ヘッカー
ジュヌビエーブ・ヘッカー（Genevieve Hecker、1883年11月19日 - 1960年7月29日）は米国人アマチュアゴルファー。アパワミスクラブのメンバーで、ニューヨーク都市圏ゴルフ選手権で1900年、1901年、1905年、1906年に優勝した。 

## 若年期
1883年11月19日、コネチカット州ダリアンで父ジョン・ヘッカーと母ジョージアンナ・ヘッカーの間に生まれた。父親はニューヨークシティで製粉業 (Hecker-Jones-Jewell Milling Company) を営んでいた。 

## ゴルフキャリア
ヘッカーはコネチカットで最も古くからあるクラブの一つ、ノロトンにあるウィーバーンゴルフクラブでゴルフを始め、最終的にはチームキャプテンに選ばれるほどの実力を身に着けた。弟ジョージと妹ルイーズもゴルフプレーヤーだった。一家は1901年にアパワミスクラブに移籍した。アパワミスに新しいコースができたのがきっかけだった。ヘッカーはここで1901年と1902年に女子ナショナルゴルフ大会に優勝した。1901年10月にニュージャージー州ユニオン郡スプリングフィールドにあるバルタスロールゴルフクラブで全米女子アマチュア選手権が行われ、優勝。この時はマーガレット・カーチスらとともに首位で予選通過も果たした。翌1902年、マサチューセッツ州ブルックラインのザカントリークラブで行われた全米女子アマでも（2年連続）優勝した。 
ヘッカーのゴルフインストラクターはスコットランド系アメリカ人のジョージ・ストラスだった。彼女は女子ともゴルフをしたが、男子と一緒でも問題なくプレーできた。1902年にはアパワミスで男女対抗戦が行われ、彼女が女子のキャプテンを務めた。「彼女のアイアンショットは、国内女子で右に出る者は無く、男子でもわずかであり、まさにチャンピオンのタイトルにふさわしい人物」と評された。

## 結婚と書籍執筆
1903年4月に同じアパワミスクラブのメンバーであるチャールズ・T・スタウトと結婚。1904年には女性ゴルファー向けに書かれた初めての書籍である『Golf for Women（女性のゴルフ）』を出版。この中にはアイルランド人ゴルファーでアイリッシュ女子選手権に4回連続優勝、1900年と1903年の全英女子オープンに優勝したローナ・アデアが寄稿した一章が含まれている。 

## 死
1960年7月29日、ニューヨーク州ブルックリンで死亡。グリーンウッド墓地に埋葬された。 